# Pavel Württemberský
Pavel Württemberský (Pavel Jindřich Karel Fridrich August; 19. ledna 1785, Petrohrad – 16. dubna 1852, Paříž) byl čtvrtým dítětem, druhým synem württemberského krále Fridricha I. a jeho první manželky, vévodkyně Augusty Brunšvicko-Wolfenbüttelské.

## Dětství
Pavel se narodil v Petrohradě v době, kdy jeho otec ještě nebyl württemberským panovníkem, ale guvernérem Starého Finska, kterým jej jmenovala ruská carevna Kateřina II. Veliká. Manželé odcestovali do Ruska navštívit Fridrichovu sestru Žofii, která se provdala za dědice ruského trůnu, careviče Pavla. Pavlovi rodiče se rozešli krátce po jeho narození. Manželství bylo nešťastné a došlo k obvinění z hrubého zacházení s jeho matkou. Pavlově matce byl carevnou Kateřinou II. udělen azyl a do Württemberska se už nikdy nevrátila. Zemřela v Koluvere v Estonsku v roce 1788. V roce 1797 se Pavlův otec Fridrich oženil s princeznou Šarlotou, dcerou britského krále Jiřího III., která dohlížela na výchovu prince Pavla i dvou jeho starších sourozenců, Viléma a Kateřiny. Šarlota Pavla považovala „za velmi vtipného chlapce, v mých očích je jeho chování stejné jako chování Adolfa [Šarlotin mladší bratr]“.
Jak Pavel vyrůstal, její názor se změnil. Během návštěvy Spojeneckých panovníků v Londýně v roce 1814 byl Pavel, spolu s mnoha dalšími princi, pozván princem regentem na návštěvu Ascotského závodiště. Choval se špatně a opil prince oranžského. "Třináct let nedělá nic jiného, než že uráží svého otce nepatřičností svého chování", napsala o něm nevlastní matka.

## Manželství a potomci
Ve dvaceti letech se Pavel 28. září 1805 v Ludwigsburgu oženil se Šarlotou Sasko-Hildburghausenskou, dcerou Fridricha Sasko-Hildburghausenského, který se stal v roce 1826 sasko-alteburským vévodou. Manželé spolu měli pět dětí:
- Frederika Šarlota Marie (9. ledna 1807 – 2. února 1873), ⚭ 1824 Michail Pavlovič Ruský (8. února 1798 – 9. září 1849), ruský velkokníže
- Fridrich Karel August (21. února 1808 – 9. května 1870), ⚭ 1845 Kateřina Frederika Württemberská (24. srpna 1821 – 6. prosince 1898)
- Pavel Fridrich (7. března 1809 – 28. května 1810)
- Pavlína Frederika Marie (25. února 1810 – 7. července 1856), ⚭ 1829 Vilém Nasavský (14. června 1792 – 20. srpna 1839), nasavský vévoda
- Fridrich August Eberhard (24. ledna 1813 – 12. ledna 1885), ⚭ 1868 Marie Bethge (1830–1869)

### Nemanželští potomci
Krátce před svatbou měl Pavel milenku, herečku Frederiku Margrethe Porthovou (22. srpna 1776 – 9. června 1860). Frederika byla dcerou Johana Karla Portha (1748–1794) a jeho manželky Karolíny (1752–po 1797). Pavel měl s Frederikou dceru pokřtěnou Adelaida Pavlína Karolína, obvykle zvanou Karoline.

## Pozdější život
V roce 1815 se Pavel odstěhoval ze svého domu ve Stuttgartu do Paříže, opustil svou manželku i dva syny, dvě dcery vzal však s sebou. Ve Francii vedl relativně skromný život, často se však objevoval ve společnosti intelektuálů, jakým byl například Georges Cuvier. Pavlova rodina to neschvalovala a nařídila mu, aby se vrátil do Württemberska, to však odmítl. V Paříži zplodil s dvěma různými milenkami další dvě nemanželské dcery.
Krátce po manželčině smrti v roce 1847 se Pavel odstěhoval, se svou dlouhodobou milenkou Magdalenou Faustou Angelou de Creus (nebo Creux) y Ximenes nebo Madeleine Creux, vdovou po Samuelu Ford Whittinghamovi, do Anglie. Pavel se s ní 26. dubna 1848 ve farním kostele svatého Mikuláše v Brightonu oženil. Druhá manželka zemřela 27. prosince 1852. Jejich dcera Pauline Madeleine Ximenes, narozená 3. března 1825 v Paříži, se v roce 1841 stala hraběnkou z Helfensteinu. V Paříži se 24. srpna 1843 provdala za Gustava de Monttessuy a 24. února 1905 v Paříži zemřela.
Pavel zemřel několik měsíců před druhou manželkou, 16. dubna 1852 ve věku 67 let.

## Vývod z předků
|                     |                                       |  |                                                   |                                           |  |  |  |  |  |  |  | Fridrich Karel Württembersko-Winnentalský |
|                     |                                       |  |                                                   |                                           |  |  |  |  |  |  |  |                                           |
|                     | Karel Alexandr Württemberský          |  |                                                   |                                           |  |  |  |  |  |  |  |                                           |
|                     |                                       |  |                                                   |                                           |  |  |  |  |  |  |  |                                           |
|                     |                                       |  |                                                   | Eleonora Juliana Braniborsko-Ansbašská    |  |  |  |  |  |  |  |                                           |
|                     |                                       |  |                                                   |                                           |  |  |  |  |  |  |  |                                           |
|                     | Fridrich II. Evžen Württemberský      |  |                                                   |                                           |  |  |  |  |  |  |  |                                           |
|                     |                                       |  |                                                   |                                           |  |  |  |  |  |  |  |                                           |
|                     |                                       |  |                                                   | Anselm František Thurn-Taxis              |  |  |  |  |  |  |  |                                           |
|                     |                                       |  |                                                   |                                           |  |  |  |  |  |  |  |                                           |
|                     | Marie Augusta Thurn-Taxis             |  |                                                   |                                           |  |  |  |  |  |  |  |                                           |
|                     |                                       |  |                                                   |                                           |  |  |  |  |  |  |  |                                           |
|                     |                                       |  |                                                   | Maria Ludovika Anna Františka Lobkovicová |  |  |  |  |  |  |  |                                           |
|                     |                                       |  |                                                   |                                           |  |  |  |  |  |  |  |                                           |
|                     | Fridrich I. Württemberský             |  |                                                   |                                           |  |  |  |  |  |  |  |                                           |
|                     |                                       |  |                                                   |                                           |  |  |  |  |  |  |  |                                           |
|                     |                                       |  |                                                   | Filip Vilém Braniborsko-Schwedtský        |  |  |  |  |  |  |  |                                           |
|                     |                                       |  |                                                   |                                           |  |  |  |  |  |  |  |                                           |
|                     | Fridrich Vilém Braniborsko-Schwedtský |  |                                                   |                                           |  |  |  |  |  |  |  |                                           |
|                     |                                       |  |                                                   |                                           |  |  |  |  |  |  |  |                                           |
|                     |                                       |  |                                                   | Jana Šarlota Anhaltsko-Desavská           |  |  |  |  |  |  |  |                                           |
|                     |                                       |  |                                                   |                                           |  |  |  |  |  |  |  |                                           |
|                     | Bedřiška Braniborsko-Schwedtská       |  |                                                   |                                           |  |  |  |  |  |  |  |                                           |
|                     |                                       |  |                                                   |                                           |  |  |  |  |  |  |  |                                           |
|                     |                                       |  |                                                   | Fridrich Vilém I.                         |  |  |  |  |  |  |  |                                           |
|                     |                                       |  |                                                   |                                           |  |  |  |  |  |  |  |                                           |
|                     | Žofie Dorota Pruská                   |  |                                                   |                                           |  |  |  |  |  |  |  |                                           |
|                     |                                       |  |                                                   |                                           |  |  |  |  |  |  |  |                                           |
|                     |                                       |  |                                                   | Žofie Dorotea Hannoverská                 |  |  |  |  |  |  |  |                                           |
|                     |                                       |  |                                                   |                                           |  |  |  |  |  |  |  |                                           |
| Pavel Württemberský |                                       |  |                                                   |                                           |  |  |  |  |  |  |  |                                           |
|                     |                                       |  |                                                   |                                           |  |  |  |  |  |  |  |                                           |
|                     |                                       |  | Ferdinand Albrecht II. Brunšvicko-Wolfenbüttelský |                                           |  |  |  |  |  |  |  |                                           |
|                     |                                       |  |                                                   |                                           |  |  |  |  |  |  |  |                                           |
|                     | Karel I. Brunšvicko-Wolfenbüttelský   |  |                                                   |                                           |  |  |  |  |  |  |  |                                           |
|                     |                                       |  |                                                   |                                           |  |  |  |  |  |  |  |                                           |
|                     |                                       |  |                                                   | Antonie Amálie Brunšvicko-Wolfenbüttelská |  |  |  |  |  |  |  |                                           |
|                     |                                       |  |                                                   |                                           |  |  |  |  |  |  |  |                                           |
|                     | Karel Vilém Ferdinand Brunšvický      |  |                                                   |                                           |  |  |  |  |  |  |  |                                           |
|                     |                                       |  |                                                   |                                           |  |  |  |  |  |  |  |                                           |
|                     |                                       |  |                                                   | Fridrich Vilém I.                         |  |  |  |  |  |  |  |                                           |
|                     |                                       |  |                                                   |                                           |  |  |  |  |  |  |  |                                           |
|                     | Filipína Šarlota Pruská               |  |                                                   |                                           |  |  |  |  |  |  |  |                                           |
|                     |                                       |  |                                                   |                                           |  |  |  |  |  |  |  |                                           |
|                     |                                       |  |                                                   | Žofie Dorotea Hannoverská                 |  |  |  |  |  |  |  |                                           |
|                     |                                       |  |                                                   |                                           |  |  |  |  |  |  |  |                                           |
|                     | Augusta Brunšvicko-Wolfenbüttelská    |  |                                                   |                                           |  |  |  |  |  |  |  |                                           |
|                     |                                       |  |                                                   |                                           |  |  |  |  |  |  |  |                                           |
|                     |                                       |  |                                                   | Jiří II.                                  |  |  |  |  |  |  |  |                                           |
|                     |                                       |  |                                                   |                                           |  |  |  |  |  |  |  |                                           |
|                     | Frederik Ludvík Hannoverský           |  |                                                   |                                           |  |  |  |  |  |  |  |                                           |
|                     |                                       |  |                                                   |                                           |  |  |  |  |  |  |  |                                           |
|                     |                                       |  |                                                   | Karolina z Ansbachu                       |  |  |  |  |  |  |  |                                           |
|                     |                                       |  |                                                   |                                           |  |  |  |  |  |  |  |                                           |
|                     | Augusta Frederika Hannoverská         |  |                                                   |                                           |  |  |  |  |  |  |  |                                           |
|                     |                                       |  |                                                   |                                           |  |  |  |  |  |  |  |                                           |
|                     |                                       |  |                                                   | Fridrich II. Sasko-Gothajsko-Altenburský  |  |  |  |  |  |  |  |                                           |
|                     |                                       |  |                                                   |                                           |  |  |  |  |  |  |  |                                           |
|                     | Augusta Sasko-Gothajská               |  |                                                   |                                           |  |  |  |  |  |  |  |                                           |
|                     |                                       |  |                                                   |                                           |  |  |  |  |  |  |  |                                           |
|                     |                                       |  |                                                   | Magdalena Augusta Anhaltsko-Zerbstská     |  |  |  |  |  |  |  |                                           |
|                     |                                       |  |                                                   |                                           |  |  |  |  |  |  |  |                                           |